# Pin Gal
«Pin Gal» (укр. «Кегельне дівча») — сімнадцята серія тридцять четвертого сезону мультсеріалу «Сімпсони», прем'єра якої відбулась 19 березня 2023 року у США на телеканалі «Fox».

## Сюжет
Гомер дивиться новини на «6 каналі», в яких повідомляється, що «Боуларама Барні» закривають назавжди. Гомера шокує ця новина і він йде до таверни Мо, щоб оплакати це зі своїми друзями. Тоді вони вирішують спробувати щось зробити і йдуть до «Боуларами», щоб переконати власника не закривати заклад. Однак, той каже, що вже продав бізнес Теренсу. Терренс каже, що йому подобається ретро-вигляд заклада, але не любить боулінг, тому він збирається перетворити «Боулараму» на місце для хіпстерів. Гомер просить Теренса дати йому один тиждень, щоб показати, що людям подобається грати в боулінг, на що він погоджується.
Під час обіду Гомер скаржиться сім'ї, що до закладу ледве приходять відвідувачі, і потім просить Мардж про допомогу. Мардж каже чоловіку, що боулінг — це його улюблена справа, а не її. Мардж згадує час, коли грала в боулінг із Жаком, і намагається розповісти про це Гомерові, але не вдається…
Гомер і Мардж йдуть грати в боулінг, де Гомер дізнається, що у Мардж насправді талант. Після того, як Мардж чудово грає, Теренс робить Мардж пропозицію: якщо вона зможе перемогти гравця, якого вибере він, боулінг-клуб залишиться відкритим. Мардж приймає пропозицію і починає готуватися.
Тренуючись, Мардж помічає фото Жака на стіні кращих гравців, що збиває її і, в результаті, у неї не виходить гра. Гомер вирішує, що Мардж потрібен інструктор з боулінгу, і приводить… Жака (якого Гомер не знав), щоб той тренував її. Залишившись наодинці Жак каже Мардж, що не хоче допомагати їй з метою знову зблизитися, а лише професійно. Жак починає тренувати Мардж, а водночас — намагається спокусити її. Коли дід Сімпсон спостерігає за Мардж і Жаком разом, він каже Гомерові, що між ними щось є, і починає збирати інформацію про Жака за допомогою своїх друзів.
Згодом Ейб показує синові сторінку Жака у «Facebook», де є багато світлин його інтимної близькості зі своїми ученицями. Гомер йде до квартири Жака і виявляє, що квартира повсюди прикрашена фотографіями Мардж. Чоловіки починають битися. До квартири заходить Мардж, яка пояснює Гомерові, що між нею і Жаком нічого не було. Тож Гомер і Мардж разом ідуть геть.
Наближається турнір з боулінгу. Теренс оголошує, що суперником Мардж буде… Жак. Удвох грають нарівну, однак Мардж все ж виграє з різницею в одне очко. Поки всі святкують, Жака заарештовують для депортації до Парижа, оскільки він перебував у США за протермінованою візою для гри в боулінг.
Після гри Теренс погоджується залишити одну доріжку для боулінгу відкритою. Гомер розуміє, що Мардж все-таки кохає його. Коли Мардж запитала, хіба були сумніви, увесь натовп відповідає: «Так!»

## Виробництво
Через застарілу моду на куріння і брак жартів навколо сигаретної машини у таверні Мо творча команда вирішила її прибрати із закладу.

## Культурні відсилання та цікаві факти
- Серія є сиквелом до серії 1 сезону «Life on the Fast Lane», що вийшла майже рівно 33 роки раніше[2].
- Незважаючи, що «Боуларама Барні», в серії відсутній Барні Гамбл, чий дядько — власник боулінг-клубу[2].
- Гомер уявляє, що Мардж грає в боулінг, як Фред Флінстоун з «Флінстоунів»[3].
  - Гомер запитує Мардж, чи можна скуштувати бронтобургери, і Мардж каже Гомеру, що він — не Фред Флінстоун. Гомер відповідає «Ябба-дабба-д'оу», що є поєднанням крилатих фраз Флінстоун і Гомера[3].
- Під час двобою Мардж і Жака грає «Політ валькірій» Ріхарда Вагнера[4].

## Ставлення критиків і глядачів
Під час прем'єри серію переглянули 0,86 млн осіб, з рейтингом 0.2, що зробило її найпопулярнішим шоу на каналі «Fox» тієї ночі.
Тоні Сокол з «Den of Geek» оцінив серію на чотири з половиною з п'яти зірок, сказавши, що «серія поглиблює стосунки Гомера та Мардж, об'єднує родину і зберігає залишки дорогого громадського простору. Увесь епізод приносить задоволення, без будь-яких простоїв, а кілька кидків, які він видає, все одно забивають комусь очко».
Джон Шварц із сайту «Bubbleblabber» оцінив серію на 8/10, сказавши:
|  | Деякі атрибути серії стають більш знайомими після перегляду [епізода 1 сезону] «Life on the Fast Lane». З тих пір і Мардж, і Гомер пережили численні зіткнення з новим полум'ям, і деякі мали гірші наслідки, ніж цей випадок, і всі мали подібний кінець цьоготижневої прем'єри, але загалом це однин із найкращих епізодів 34 сезону серіалу. |

Згідно з голосуванням на сайті The NoHomers Club більшість фанатів оцінили серію на 4/5 із середньою оцінкою 3,24/5.